# Береги своего мужчину
«Береги своего мужчину» (англ. Hold Your Man) — американская мелодрама 1933 режиссёра Сэма Вуда с Джин Харлоу и Кларком Гейблом в главных ролях; это был третий фильм из шести, где они сыграли вместе. Сценарий Аниты Лус и Говарда Эмметта Роджерса основан на рассказе Аниты Лус.

## Сюжет
Мелкий мошенник Эдди Холл (Кларк Гейбл) скрывается от своей последней жертвы и полицейского преследования в первой незапертой квартире, которую находит. Обладательницей её оказывается Руби Адамс (Джин Харлоу), циничная женщина с многочисленными поклонниками. Когда выйти уже безопасно, Эдди хочет поближе познакомиться со своей спасительницей. Хотя она и сопротивляется поначалу, однако вскоре в него влюбляется.
Товарищ Эдди Слим (Гэрри Овен) придумывает схему, чтобы поймать одного из поклонников Руби в компрометирующей позе и шантажировать его, но Эдди заходит в последний момент, потому что не хочет, чтобы его девушка участвовала в чём-то грязном. Он врывается в квартиру Руби, бьет потенциальную жертву и случайно убивает. Эдди убегает, Руби ловят и приговаривают к двум годам в исправительной колонии. Одна из её соседок по камере оказывается Цыганкой Ангекон (Дороти Бургесс), предыдущей подругой Эдди.
Когда Эдди узнает от освобожденной Цыганки, что Руби беременна его ребенком, он приходит к ней, но как беглец, поэтому должен делать вид, что пришёл повидаться с другой заключенной. Даже несмотря на то, что руководство начинает несколько подозревать, Эдди намерен жениться на Руби, чтобы ребёнок не стал незаконным. Скрываясь от полиции, он убеждает священника, который навещал свою капризную дочь, женить их.
После этого, Эдди ловят и сажают в тюрьму. Когда он выходит на свободу, его встречают Руби и их маленький сын. Руби сообщает, что Аль Симпсон (Стюарт Эрвин), который сам хотел жениться на ней, устроит Эдди на законную работу.

## В ролях
- Джин Харлоу — Руби Адамс
- Кларк Гейбл — Эдди Холл
- Стюарт Эрвин — Аль Симпсон
- Дороти Бургесс — цыганка Ангекон
- Мариэль Киркланд — Берта Диллое
- Гарри Овен — Слим
- Барбара Барондесс — Сэди Клайн
- Элизабет Паттерсон — Мисс Таттл (заведующая исправительной колонии)
- Инес Кортни — Мейзи (заключенная)
- Тереза Харрис — Лили Мэй Криппен (заключенная)
- Джордж Г. Рид — Преподобный Криппен
- Бланш Фридеричи — Мистер Вагнер
- Хелен Шипман — Мисс Дэвис
- Пол Гарст — Обри К. Митчел
- Луиз Биверс

## Производство
Береги своего мужчину — рабочими названиями, которого были «Черный цвет апельсина», «Он был её мужем» и «Нора» — находился на стадии производства с 16 апреля до мая 1933 года.
Харлоу и Гейбл снялись вместе в шести фильмах, и «Береги своего мужчину» был третьим, вслед за чрезвычайно успешным фильмом «Красная пыль» 1932 года. Писательница Анита Луз также имела широкие рабочие отношения с Харлоу: это был второй из пяти фильмов, в котором они работали вместе, первым был «Рыжеволосая женщина». Из-за Кодекс Хейса, Луи Б. Майер, председатель MGM, заставил Аниту Лус несколько изменить сценарий, а именно наказать героиню Харлоу за свои грехи (среди них внебрачный секс), именно поэтому Руби проводит время в исправительном учреждении, а также Руби и Эдди должны были жениться.

## Реакция
Критики были в курсе, что студия пыталась отхватить часть пирога и съесть его, представляя скандальное поведение в начале фильма, которая затем оправдана наказанием персонажей, которые вынуждены страдать позже — модель, которая станет редкой из-за Кодекс Хейса. В журнале «Variety» критик написал; «первые кадры довольно пикантные, но жаркие детали обрабатываются с максимальной осмотрительностью для выражения максимального эффекта», а Франк Нужо из «Нью-Йорк Таймс» отметил: «Внезапный переход от грубой романтики в сентиментального покаяния обеспечивает толчок».
Тем не менее, критики хвалили Харлоу и Гейбла, а фильм имел чрезвычайные кассовые сборы — 1,1 млн. $ при бюджете 260 000 $, прибыль составила 300 %. Харлоу находилась на правильном пути, чтобы вскоре стать большой звездой в Голливуде, а в её следующую картину, Бомба (1933), даже не понадобился актер-звезда.